# Paratrirhithrum nitobei
Paratrirhithrum nitobei är en tvåvingeart som beskrevs av Tokuichi Shiraki 1933. Paratrirhithrum nitobei ingår i släktet Paratrirhithrum och familjen borrflugor.
Artens utbredningsområde är Taiwan. Inga underarter finns listade i Catalogue of Life.